# Agrionoptera similis
Agrionoptera similis е вид водно конче от семейство Libellulidae. Видът е незастрашен от изчезване.

## Разпространение
Разпространен е в Индонезия, Папуа Нова Гвинея, Соломонови острови и Филипини.